# 欧州特許分類
欧州特許分類（おうしゅうとっきょぶんるい、European Classification、略称：ECLA（エクラ））は、欧州特許庁（EPO）で使用されていた特許の分類体系である。

## 概要
国際特許分類を独自に細分化したもので、分類項目数は135,600に及ぶ。
欧州特許庁では、特許の分類体系として、ECLAと合わせてICO（In Computer Only）も用いられていた。ICOは、その特許出願の発明の特徴ではないが、その特許出願に含まれる技術的に重要な事項に対して付与された。
2012年、EPOと米国特許商標庁（USPTO）は、共通の分類としてECLAをベースに共同特許分類（CPC）を作成。2013年にECLAに代えて使用を開始した。
ECLA及びICOと同様に、IPCを細分化した分類体系としては、日本の特許庁が採用しているFIがある。